# بخش نوفوزیبکوفسکی
بخش نوفوزیبکوفسکی (به لاتین: Novozybkovsky District) یک منطقهٔ مسکونی در روسیه است که در استان بریانسک واقع شده‌است.